# Andy Martin
Andrew Morgan Martin (Long Beach, California, 10 de agosto de 1960), conocido como Andy Martin, es un trombonista y músico de jazz estadounidense. Es intérprete para Los Angeles studio, así como miembro de la Gordon Goodwin's Big Phat Band, y también fue solista destacado de la big band de Bill Holman durante 15 años. Adicionalmente, ha tocado en la big band de Tom Kubis desde sus inicios.

## Carrera
Además de ser un destacado solista de jazz, ha tocado en más de 350 películas importantes, incluido el solo de trombón en los créditos iniciales de Monsters, Inc., y tocó los solos de trombón en las películas La La Land y The Secret Life of Pets.También es el trombón solista del personaje de Connie en la película Soul de Pixar. Ha colaborado en programas de televisión como Family Guy, King of the Hill, Dancing with the Stars, y American Dad!. Fue el trombonista principal de American Idol en las temporadas uno a tres. En 2018, fue introducido como integrante honorario de Phi Mu Alpha Sinfonia, en la National Convention realizada en Nueva Orleans, Luisiana.

## Vida personal
Estuvo casado con Angela Thielen. Juntos tuvieron dos hijos y luego se divorciaron.
El 11 de noviembre de 2019, se casó con Mia Vilchis en una ceremonia privada realizado en el juzgado civil.

### Relación con la familia McCurdy
En agosto de 2022, la autora, escritora, exactriz y excantante Jennette McCurdy publicó sus memorias, I'm Glad My Mom Died. En ellas, reveló que tras la muerte de su madre en 2013 por cáncer de mama, se enteró de que Mark McCurdy, el esposo de su madre Debra, con quien creció creyendo que era su padre biológico, no era su papá verdadero, ni tampoco de dos de sus tres hermanos mayores. 
En sus memorias, describió a su padre biológico como un músico de jazz llamado Andrew, quien tiempo después fue identificado como Martin. Ambos se han visto en persona al menos una vez.

## Discografía
- Leading Off (Resurgent, 1995)
- Andy Martin & Metropole Orchestra (Mons, 1997)[16]
- The Project con Vic Lewis (Drewbone, 2004)[17]
- Trombone Titans con Carl Fontana (Drewbone, 2013)[18]